# جوزيف دلتيل
جوزيف دلتيل (بالفرنسية: Joseph Delteîl) كاتب وشاعر فرنسي، ولد في 20 أبريل 1894 بفيلار-اون-فال في أود، وتوفى في 16 أبريل 1978 بغرابلس في هيرولت.